# Boaormar
Boaormarna (Boidae) är en familj av ormar. Arterna är inte giftiga, utan kramar ihjäl sina byten. De är medelstora till mycket stora ormar, och honorna är vanligen större än hanarna. Om en boaorm känner sig hotad väser de ljudligt och/eller hugger mot angriparen. De förlitar sig dock på sitt kamouflage i första hand.
Det naturliga utbredningsområdet är Central- och Sydamerika samt Afrika, Sydostasien och Salomonöarna.
Boaormarna har två funktionala lungflyglar. Ibland finns rudimentära rester av bäckenet kvar.

## Taxonomi samt ett urval arter
Ormarnas systematik är inte helt utredd. Enligt en morfologisk och molekylärgenetisk studie från 2007 delas familjen boaormar i tre underfamiljer. Denna taxonomi övertogs av The Reptile Database. Underfamiljerna har tillsammans 14 släkten och cirka 50 arter.
- Boinae
  - Acrantophis
    - Dumerils boa (Acrantophis dumerili)

  - Boa
    - Kungsboa (Boa constrictor)

  - Candoia
  - Chilabothrus
  - Trädboaormar (Corallus)
    - Smaragdboa (Corallus caninus)
    - Amazonas trädboa (Corallus hortulanus)

  - Epicrates
    - Regnbågsboa (Epicrates cenchria)
    - Haitiboa (Epicrates striatus)

  - Anakondor (Eunectes)
    - Grön anakonda (Eunectes murinus)
    - Gul anakonda (Eunectes notaeus)

  - Sanzinia
- Erycinae
  - Calabaria
  - Charina
  - Eryx
    - Elegant sandboa (Eryx elegans)

  - Lichanura
    - Rosenboa (Lichanura trivirgata)
- Ungaliophiinae
  - Exiliboa
  - Ungaliophis